# Davazlar, Demre
Davazlar là một xã thuộc huyện Demre, tỉnh Antalya, Thổ Nhĩ Kỳ. Dân số thời điểm năm 2011 là 122 người.